# منتهای حد کمال
منتهای حد کمال (به انگلیسی: The Last Full Measure) یک فیلم در ژانر درام جنگی محصول ۲۰۱۹ آمریکاست. نویسنده و کارگردان این فیلم تاد رابینسن است و فیلم از سوی رودساید اترکشنز منتشر شده‌است. موضوع فیلم کوشش‌های اسکات هافمن -کارمند پنتاگون- و گروهی از کهنه‌سربازان جنگ ویتنام بر اعطای نشان افتخار به یکی از کشته‌شدگان این جنگ است. ویلیام هرت، اد هریس، ساموئل ال. جکسون و جرمی ایروین در این فیلم به ایفای نقش پرداخته‌اند.
نام فیلم از بخشی از نطق گتیسبورگ آبراهام لینکلن الهام گرفته شده‌است.

## داستان
۳۲ سال پس از کشته‌شدن سرباز فداکار آمریکایی - ویلیان ایچ پیتسنبرگر- گروهی از همرزمان پیشینش همچنان می‌کوشند تا برای او مدال افتخار را از دولت آمریکا بگیرند. یکی از آنها یکی از کارمندان پنتاگون به نام هافمن را می‌یابد و از او درخواست می‌کند. هافمن اعتنا نمی‌کند، ولی وقتی مسئله به مراجع بالاتر ارجاع داده می‌شود، هافمن به ناچار قضیه را پی‌گیری می‌کند. پس از شنیدن داستان سربازان دربارهٔ فداکاری پیتسنبرگر و دیدار با پدر و مادر او، هافمن مصمم می‌شود که این نشان را بگیرد و برای این منظور حتی موقعیت شغلی خود را هم در خطر می‌اندازد.